# 御国野村
御国野村（みくにのむら）は、兵庫県飾磨郡に属していた村である。現在の姫路市の御国野町国分寺・御国野町御着・御国野町西御着・御国野町深志野に相当する。村名は、合併前の村名から1文字ずつとったものである。

## 歴史
- 1889年（明治22年）4月1日 - 町村制施行より、飾東郡の国分寺村・御着村・深志野村が合併して御国野村が成立。
- 1896年（明治29年）4月1日 - 飾東郡と飾西郡が統合され、飾磨郡に所属。
- 1957年（昭和32年）10月1日 - 姫路市に編入される。

## 史跡
- 壇場山古墳
- 播磨国分寺跡
- 御着城跡